# Il letto d'oro
Il letto d'oro (The Golden Bed) è un film muto del 1925 prodotto e diretto da Cecil B. DeMille. Nel cast, figurano i nomi di Theodore Kosloff che firma le coreografie del film e quello di Paul Iribe, come architetto-scenografo e aiuto regista.
La sceneggiatura si basa sul racconto Tomorrow's Bread di Wallace Irwin apparso a puntate sul Pictorial Review (gennaio-marzo 1924).

## Trama
Flora Lee, figlia viziata di un'aristocratica famiglia del Sud ormai in rovina, sposa il marchese di San Pilar. Dopo tre anni di matrimonio, la donna non brilla per la sua fedeltà: il marito, che sta scalando la Jungfrau, la trova tra le braccia di un altro uomo. Dopo averlo ucciso, si spara.
Flora Lee ritorna a casa dove sposa Admah Holtz, un giovane innamorato di lei da lungo tempo. Le stravaganze di Flora Lee portano ben presto il marito vicino alla rovina. Ciò nonostante, lui trova, in maniera non troppo lecita, il denaro perché lei possa organizzare un grande ballo. Adam viene arrestato per appropriazione indebita e condannato a cinque anni. La moglie, durante la sua detenzione, fugge con Bunny. Tempo dopo, abbandonata dall'amante, Flora Lee ormai ha perso lo splendore della sua giovinezza. Gravemente malata, trova il suo ultimo conforto proprio nel marito che ha ormai scontato la sua condanna e che, tornato a casa, l'assiste nei suoi ultimi momenti. Admah rimette a posto i suoi affari, trovando conforto in Margaret, la sorella di Flora Lee, che l'ha sempre amato segretamente.

## Produzione
Il film, che fu prodotto da Cecil B. DeMille per la Famous Players-Lasky Corporation, venne a costare 440.00 dollari.

## Distribuzione
Il copyright del film, richiesto dalla Famous Players-Lasky Corp., fu registrato il 21 gennaio 1925 con il numero LP21054. Distribuito dalla Paramount Pictures, il film - presentato da Jesse L. Lasky e da Adolph Zukor - uscì nelle sale cinematografiche statunitensi il 25 gennaio 1925 dopo essere stato presentato a New York il 18 gennaio 1925.
In Italia, fu distribuito nell'agosto dello stesso anno.
Copia completa della pellicola si trova conservata negli archivi del George Eastman Museum di Rochester.